# بیوک انویژن
بیوک انویژن (به انگلیسی: Buick Envision) یک کراس‌اوور کامپکت است که توسط جنرال موتورز ساخته شده‌است. این خودرو به‌طور انحصاری در چین توسط سرمایه‌گذاری مشترک سایک-جی‌ام تولید می‌شود و بازار داخلی و بازار آمریکای شمالی را تأمین می‌کند.